# 1826 dans les chemins de fer
Chronologie des chemins de fer
1825 dans les chemins de fer - 1826 - 1827 dans les chemins de fer

## Événements
- Inauguration de la première ligne permanente de l'État de New York : la Mohawk & Hudson Rail Road, reliant Schenectady (sur la Mohawk) à Albany (sur le fleuve Hudson).

### Juin
- 7 juin, France : concession de la ligne Saint-Étienne - Lyon (58 kilomètres), aux frères Seguin

### Octobre
- 7 octobre : aux États-Unis, le Granite Railway, voie industrielle destinée au transport de pierres, commence ses activités. Il est communément considéré comme le premier chemin de fer commercial aux États-Unis, car il a été le premier à se transformer en transporteur public sans fermeture intermédiaire.

## Naissances
- x

## Décès
- x